# Революційний націоналізм
Революційний націоналізм — це назва, яка застосовується до політичної філософії багатьох різних типів націоналістичних політичних рухів, які бажають досягти своїх цілей шляхом революції проти встановленого порядку. Особи та організації, яких називають революційними націоналістами, включають деякі політичні течії у Французькій революції, ірландських республіканців, які брали участь у збройній боротьбі проти британської корони, рух Cần Vương проти французького панування у В’єтнамі, рух за незалежність Індії в 20 столітті, деякі учасники Мексиканської революції, Беніто Муссоліні та італійські фашисти, Автономний уряд Хорасана в Ірані 1920-х років, Августо Сесар Сандіно, Революційний націоналістичний рух у Болівії, чорний націоналізм у Сполучених Штатах та деякі рухи за незалежність Африки.

## Африка
Кілька африканських рухів за незалежність у XX столітті характеризували як революційні націоналістичні.
Одним з африканських антиколоніальних лідерів, якого вважали революційним націоналістом, був Амілкар Кабрал, який очолював рухи за незалежність у Гвінеї-Бісау та Кабо-Верде. У 1956 році Кабрал заснував Африканську партію за незалежність Гвінеї та Кабо-Верде, яка почала збройну боротьбу проти португальської колоніальної влади в 1963 році, і зрештою країни здобули незалежність у 1974 та 1975 роках відповідно. Ця колоніальна війна також призвела до піднесення Руху збройних сил у самій Португалії, який повалив диктатуру в цій країні. Революційний націоналізм Кабрала був втілений у концепції «єдності та боротьби», яка мала на меті об’єднати різні етнічні та культурні спільноти Гвінеї-Бісау та Кабо-Верде в єдину національну ідентичність, засновану на боротьбі проти колоніального панування. 
Ще одним африканським рухом, ідеологію якого називають революційним націоналізмом, є Народний фронт за демократію та справедливість (PFDJ) в Еритреї. Ідеологія об'єднання наголошує на необхідності еритрейської боротьби за незалежність і прагне «прищепити еритрейській молоді цінності Боротьби шляхом вільного (і іноді прямого) моделювання досвіду бійців у війні за визволення». Крім того, пропагує «ідею багатокультурного, мультирелігійного, єдиного національного цілого». 
Революційний націоналізм також був визначений як тема у творах кенійського письменника Нгугі ва Тхіонго. 

## Азія
Термін використовувався для опису елементів руху за незалежність Індії, який виступав проти британського панування в Індії. Індійський штат Джаркханд був домом для революційних націоналістичних політичних груп, починаючи з періоду між 1902 і 1918 роками, і особливо з 1912 року.  Дака Анушилан Саміті (Dhaka Anushilan Samiti) та інші націоналістичні рухи з Бенгалії поширили свої дії в Джаркханді протягом цього часу, їхньою метою було надихнути велике насильницьке повстання проти британського правління. Вони намагалися дістати динаміт, порох та інші вибухові речовини з копалень Джаркханд, але їх діяльність була розкрита, а багато революційних націоналістів були заарештовані. 
У Біхарі, індійському штаті, розташованому на північ від Джаркханду, на початку XX-го століття також існували жорстокі організації, які виступали за незалежність, і їх описували як революційних націоналістів або терористів. Вони «вірили в методи насильства для забезпечення свободи» і у відповідь стикалися із посиленням урядових репресій.  Коли їх заарештували, вони отримали юридичну допомогу від членів Індійського національного конгресу, хоча сам Конгрес виступив проти застосування насильства. 
В Індії революційний націоналізм також ототожнюється з Бхаґатом Сінгхою, якого британці стратили в 1931 році за участь у Лахорській справі про змову. 
У історії В’єтнаму термін революційний націоналізм використовувався для позначення опозиції французькому колоніальному правлінню, яка почалася в 1880-х роках серед патріотично налаштованих в’єтнамських придворних чиновників і провінційних еліт, які сформували рух Кан Вуонг. Він мав на меті відновити владу імператора і зберегти традиційне суспільство, але зазнав поразки. Пізніше це надихнуло друге покоління антиколоніальних лідерів у XX столітті.
В Ірані повстання полковника Мохаммеда Такі Песіяна в 1921 році було описано як експеримент революційного націоналізму. Песіян очолював військову державу, розташовану в Мешхеді, яка була суперником центрального уряду на чолі з Реза-ханом після державного перевороту в Персії 1921 року.

## Європа
У Європі термін революційний націоналізм застосовували до різноманітних націоналістичних політичних рухів, починаючи з часів Французької революції XVIII століття. 
Французький революційний націоналізм був формою громадянського націоналізму, який прагнув нав’язати спільну національну ідентичність усьому населенню Франції, незалежно від етнічного походження чи регіональних культур і мов та був революційним у тому, що мав на меті «гомогенізацію людства», не бажаючи «виключити будь-кого, хто не відповідає певному етнічному профілю, а радше включити будь-кого, хто бажає прийняти певну культурну ідентичність».
Ірландський націоналізм XIX століття також характеризується як революційний, оскільки прагнув революційного повалення британського панування в Ірландії. Після поразки молодоірландського повстання в 1848 році багато лідерів повстанців втекли в еміграцію до Парижі, де «опинилися в інтелектуальному центрі революційного націоналізму». Вони налагодили контакти з польськими націоналістами, які також боролися за національну незалежність і які відстоювали ідеї «цілющого» тероризму та мобілізації селянства для актів насильства», що надихнуло ірландський революційний націоналізм. Ірландських революційних націоналістів почали називати феніанцями, і цей рух включав ірландські організації по обидва боки Атлантики, такі як Ірландське республіканське братство та Феніанське братство. 
На початку XX століття в Італії політична думка Беніто Муссоліні зосередилася на радикальній формі італійського націоналізму, яку назвали революційним націоналізмом. За словами А. Джеймса Грегора, до 1909 року Муссоліні мав нечіткий і неточний підхід до концепції революційного націоналізму, хоча визнавав його історичну роль, яка згодом стала основою для його подальших поглядів. 
 

На цій ранній стадії, незважаючи на схильність Муссоліні до націоналізму, він все ще виступав проти традиційного патріотизму та загальноприйнятої націоналістичної привабливості, яка включала його рішучу відмову від типу націоналізму, який підтримували привілейовані класи та традиційна буржуазія, яка просто використовувала гасла націоналізму "кожного разу, коли можна отримати прибуток".  А. Джеймс Грегор описує підхід Муссоліні до його версії націоналізму так:
Революційний націоналізм Муссоліні, хоч і відрізнявся від традиційного патріотизму та націоналізму буржуазії, демонстрував багато тих рис, які ми сьогодні ототожнюємо з націоналізмом слаборозвинених народів. Це був антиконсервативний націоналізм, який передбачав величезні соціальні зміни; був спрямований як проти іноземних, так і проти внутрішніх поневолювачів; створював образ оновленої й відродженої нації, яка виконуватиме історичну місію; він посилався на моральний ідеал безкорисливої жертви та відданості служінню колективним цілям; і це нагадувало давню славу й передчувало спільну й більшу славу. 
У 1914 році Роберт Міхельс, ранній революційний синдикаліст, який пізніше приєднається до Національної фашистської партії до 1924 року, закликав до «революційного націоналізму бідних» для сприяння індустріалізація в Італіяї, оскільки вважав, що «саме промисловість дозволяє людям жити й процвітати в сучасному світі», а без розвиненої індустріальної бази народ стає об’єктом міжнародної зневаги. 
Після Другої світової війни у Франції термін революційний націоналізм був прийнятий як самоопис Третім позиціоністським рухом, який мав на меті бути політично синкретичним і поєднував ультраправий націоналізм і лівий націоналізм. 

## Америка
У Болівії Революційний націоналістичний рух —  це політична партія, створена в 1941 році, очолила Національну революцію 1952  року та правила країною з 1952 по 1964 рік. За словами Вінстона Мура Казанови, революційний націоналізм "став антиолігархічною ідеологією домінованого сектору, офіційною ідеологією болівійської держави після 1952 року, і стоїть в основі обґрунтування авторитарних військових режимів, які перебувають при владі з 1964 року."
У Перу військовий уряд Хуана Веласко Альварадо з 1968 по 1975 рік називають революційним націоналістичним періодом в історії країни. 
Нікарагуанського революційного лідера Аугусто Сезара Сандіно, який боровся проти американської окупації Нікарагуа наприкінці 1920-х і на початку 1930-х років, також називають революційним націоналістом. 
Деякі аспекти Мексиканської революції 1910–1920 рр. ототожнювали з революційним націоналізмом. Наприклад, за словами Роберта Ф. Алегре, мексиканські залізничники «прийняли революційний націоналізм як вияв свого несхвалення іноземної власності на залізниці, безсумнівно посилене їх презирством до іноземних менеджерів». Алегре також стверджує, що «революційний націоналізм зміцнював залізничників – робітники уявляли себе як надзвичайно сильних, сміливих і незалежних людей. Їхня участь у збройному конфлікті різко підкреслила ці якості». 
Колишній президент Венесуели Уго Чавес неодноразово описував свій політичний рух як «революційно-націоналістичний». 
У Сполучених Штатах деякі чорні націоналістичні групи вважалися представниками форми революційного націоналізму. Особливо після вбивства Мартіна Лютера Кінга в 1968 році афроамериканські лідери дійшли висновку, що расова інтеграція неможлива і що «чорна революція» необхідна для побудови незалежної чорної нації.  Одним із таких лідерів був Руді Шилдс, який у 1969 році підтримав сепаратизм темношкірих, оскільки «відчував, що якби ми були розділені, то були б кращими та сильнішими, тому що коли білі навчають ваших дітей, тоді вони отримують таку концепцію життя, як білі». Протягом наступних десятиліть ця перспектива занепала, але революційні націоналістичні теми були визначені як елемент джазової музики аж у 1980-х роках, коли вони вплинули на музикантів азіатсько-американського походження. 